# Campeonato de la WAFF 2023
El Campeonato de la WAFF 2026 será la 10.ª edición del Campeonato de la WAFF, torneo de fútbol a nivel de selecciones nacionales organizado por la Federación de Fútbol del Oeste de Asia (WAFF). Se llevará a cabo en Kuwait y contará con la participación de 12 seleccionados nacionales masculinos.
Emiratos Árabes Unidos hará su debut en la competición. 
El torneo estaba programado para tener lugar del 2 al 15 de enero de 2021, pero luego se pospuso para una fecha posterior en 2021. El 29 de julio de 2021, la WAFF anunció que el torneo se llevará a cabo entre el 20 de marzo y el 2 de abril de 2023, antes de la Copa Asiática 2023.
Sin embargo el 6 de febrero de 2023 Emiratos Árabes Unidos abandonó la idea de ser el país organizador, proponiendo a la WAFF retrasar el torneo el 26 de febrero de 2023. El torneo volvió a re-programarse para el 2025, y más tarde se confirmó que el torneo se jugará en Marzo de 2026 en Kuwait.

## Equipos participantes
En cursiva los equipos debutantes.
| Equipos participantes | Equipos participantes | Equipos participantes  | Equipos participantes |
| --------------------- | --------------------- | ---------------------- | --------------------- |
| Baréin                | Irak                  | Jordania               | Kuwait                |
| Líbano                | Omán                  | Palestina              | Tailandia             |
| Arabia Saudita        | Siria                 | Emiratos Árabes Unidos | Yemen                 |